# Adriana Palomby
Adriana Palomby (Napoli, 8 luglio 1922 – Napoli, 29 settembre 2001) è stata una politica italiana.

## Biografia
Insegnò Diritto del Lavoro all'Università di Napoli, come il suo collega di Partito Giovanni Roberti, e fece le stesse scelte politiche del fondatore della CISNAL.
Nel 1972 con 17357 voti non fu eletta alla Camera nella lista del MSI
.
Divenne deputato alla Camera nella VII Legislatura (eletta con 29219 voti)
Si dimise dal MSI il 21 dicembre 1976 per passare a Democrazia Nazionale, creatura politica fondata dall'ex sindaco di Napoli Achille Lauro e da Giovanni Roberti.
Nel 1979 nelle elezioni per l'VIII Legislatura ottenne 2688 voti in Democrazia Nazionale che non elesse alcun deputato.